# Pregeant de Bidoux
Pregent De Bidoux, ou Prégent de Bidoux, aussi connu par ses contemporains comme Peri Joan ou Preianni ou Perry John par les Anglais, est né vers 1468 en Gascogne et décédé en 1528 à Marseille. Il fut un marin et un officier français de haut-rang, dont l'activité est soulignée dans les guerres italiennes, et dans la défense contre les Anglais. Il effectue aussi plusieurs missions diplomatiques pour le compte du roi de France. Il sert enfin l'ordre de Saint-Jean de Jérusalem, et, à ce titre, il combat, durant plusieurs années, les Turcs en Grèce.

## Biographie[3]
La première trace administrative de son existence date de 1494 à Marseille (si Bidoux est né en 1468, il aurait donc 26 ans). Il est alors commandant d'une galère des chevaliers de Rhodes de l'ordre de Saint-Jean de Jérusalem. 
En mars 1495, il est chargé par le roi de France, Charles-VIII, de superviser la construction de douze galères dans les arsenaux de Gênes, ce qui incite à penser que la France ne possédait pas alors des chantiers navals d’aussi bonne qualité que ceux des Génois. 
En juin 1496, Bidoux prend le commandement de ces douze galères, entouré d’une équipe d’officiers français : Bernard D’Orneson, Servian, Raphaël Rostan (marchand et ingénieur), Jean Albertinelli, et Dominique Séguier (mathématicien et navigateur). Dès l’été et l’automne 1496, renforcé par une escadre du « Ponant » venu de Normandie, Bidoux force le blocus maritime de deux villes italiennes assiégées par les forces autrichiennes et vénitiennes (Gaète, près de Naples, et Livourne), et il les ravitaille. 
En 1497, alors que la famine sévit à Marseille, Bidoux intercepte un grand navire génois chargé de blé, et le ramène à Marseille. Pour le remercier, la municipalité l’élit citoyen d’honneur de Marseille. Le roi Charles-VIII le nomme « général des galères de France » (rang d’amiral).  
En 1498, Bidoux est envoyé à Rome pour obtenir une dispense papale permettant le remariage d’Anne de Bretagne avec Louis-XII. 
De 1499 et 1504, Bidoux alterne des combats contre les Turcs en Grèce au profit d’une coalition européenne et au profit de l’ordre des chevaliers de Rhodes, et des combats en Italie contre les Espagnols au profit du roi de France. 
En 1507, de mars à mai, Bidoux contribue à la conquête de Gênes par l'armée française de Louis-XII. Il en assure le blocus, le bombardement, et effectue au moins un débarquement. Pour être sûr d’avoir de bon soldats, il avait, au préalable, demandé au roi de France que ses rameurs soient tous Provençaux et ses arbalétriers soient tous Gascons. Pour montrer aux Génois la nouvelle domination française, Bidoux plante sur les portes de la ville des têtes décapitées d’officiers génois. Lorsque Louis-XII entre dans la ville, Bidoux salue l’entrée du roi en faisant tirer des salves de canons.  
Le mois suivant, en juin 1507, il effectue un débarquement de 4000 hommes à Monaco où il assiège le château ; le prince Grimaldi se soumet rapidement. 
Le mois suivant, en juillet, Louis-XII accueille en Italie le roi d’Espagne ; la rencontre a lieu sur le navire commandé par Bidoux. 
De juillet à septembre 1510, Bidoux fait échouer à plusieurs reprises (peut-être quatre fois) des tentatives de prise de Gênes par une coalition vaticano-vénitienne, à travers plusieurs combats victorieux. 
En avril 1512, il supervise la construction de neuf galères dans les chantiers de Marseille. En mai 1512, il est convoqué à Blois par Louis-XII. En juin, il reçoit l’ordre du roi de passer dans l’Océan atlantique avec son escadre pour défendre les côtes françaises contre les agressions et les provocations anglaises. En juillet, Bidoux quitte Marseille avec six galères et quatre nefs. Il arrive à Bayonne en août (la bataille de Saint-Mathieu, devant Brest, où Primauguet meurt, se déroule le 10 août). La présence de Bidoux à Bayonne met un terme aux provocations anglaises le long des côtes de Guyenne. En octobre 1512, Bidoux s’installe en Bretagne avec son escadre. 
En mars 1513, il effectue plusieurs raids sur les côtes anglaises dont une action contre Plymouth, ce qui conduit le roi d’Angleterre à demander à l’amiral Edward Howard d’entreprendre une action punitive contre Brest. 
En avril 1513, au large de Brest, devant la commune de Conquet, un combat naval important se produit entre les escadres d'Howard et de Prégent De Bidoux. La flotte anglaise comprend une cinquantaine de navires de toute dimension dont plusieurs dizaines transportent des troupes de débarquement. L'escadre française était donc largement inférieure en nombre de navires. Pourtant, un navire britannique, commandé par un nommé Compton, est coulé, et un autre navire, commandé par un nommé Stephen Bull, est fortement endommagé. 6000 soldats anglais sont débarqués mais ils sont tenus en échec par la défense française à terre. L’amiral Howard se retrouve donc dans une situation critique et il décide de tenter le « tout pour le tout » : il prend personnellement la tête d’une attaque centrée sur le navire-amiral français, celui de Bidoux. Les Français ouvrent le feu ; une bordée française abat 119 hommes sur les 175 du navire Rose, et en tue 45 autres à bord du navire Henry. Malgré les pertes, les Anglais continuent leur attaque. Howard monte sur le pont du navire-amiral français accompagné d’une vingtaine de chevaliers anglais ; tous sont en armure ; ils finissent par être tués par les hommes d’arme français, et l’amiral anglais est projeté dans l’eau où il meurt noyé. Le corps de l’amiral sera découvert quelques jours plus tard sur une plage à proximité. Sa mort et celle des principaux chevaliers anglais découragent fortement les officiers anglais qui cessent le combat, fuient et rentrent en Angleterre. La victoire française est complète.  
Bidoux, avec son escadre, passe l'hiver 1513-1514 à Dieppe. 
Entre avril et juin 1514, Bidoux effectue de nouveaux raids sur les côtes anglaises, notamment à Brightone où Bidoux est grièvement blessé à un œil par une flèche anglaise. Les Français évacuent Brighton et se réfugient à Boulogne-Sur-Mer.  
La présence de Bidoux en Manche se termine en août 1514 après la signature à Londres, le 7 août, d’un traité d’entente anglo-français. Les actions menées par Bidoux depuis deux ans en Atlantique et en Manche avaient fortement influencé les Anglais à signer cet accord et à arrêter leurs attaques contre les côtes françaises.  
Bidoux est de retour à Marseille en septembre 1514 où il est accueilli triomphalement par la population. Dès octobre 1514, il remporte une victoire navale face aux Génois. 
En 1515, Bidoux rencontre le nouveau roi de France, le jeune François 1er, à Paris, puis à Milan. Bidoux a alors environ 47 ans. 
En janvier 1516, il aurait accueilli le roi à Marseille. Toutefois, il semble tomber en disgrâce royale ou bien avoir des problèmes de santé (peut-être lié à la perte de son œil) et il se retire dans une abbaye pour se reposer. 
En 1517, il obtient de François 1er un congé et une autorisation de retourner en Grèce combattre les Turcs. En 1519, François 1er le rappelle en France. Bidoux désobéit et reste à Rhodes. 
En janvier 1521, avec six navires totalisant une centaine de canons (soit 16 canons par navires en moyenne), il intercepte, pour le compte de l’ordre de Saint-Jean de Jérusalem, un vaisseau du roi de Naples qui transportait « 700 balles de draps d’une valeur de 100.000 ducats », soit probablement l’équivalent d’un million de francs de l'époque, somme considérable. 
En septembre 1522, dans la défense de Rhodes assiégée par les Turcs, Bidoux est grièvement blessé par un tir d’arquebuse qui lui transperce le cou. Rhodes capitule en décembre 1522. Environ 100.000 soldats turcs auraient été tués au cours du siège. En janvier 1523, 5000 chevaliers et soldats chrétiens sont obligés de quitter l’île, avec leur famille ; ils embarquent sur une centaine de navires. Bidoux va en Crète. Il est accompagné d'un nommé... Philippe de Villiers de L'Isle-Adam. 
Bidoux revient à Marseille en 1524. François 1er accepte de le reprendre à son service.  
En 1527, le roi de France lui confie des missions diplomatiques à Londres auprès d’Henri-VIII. 
Durant l'été 1528, Bidoux escorte et transporte un ambassadeur français à Barcelone pour que ce dernier rencontre Charles Quint.  
À son retour à Marseille, en août, Bidoux semble avoir été grièvement blessé par un forçat turc sur un quai de la ville. Il est transporté dans un état grave dans une abbaye où il meurt et où il est enterré. Il devait être âgé de 60 ans. Son tombeau sera détruit à la fin du XVIe siècle par les calvinistes lors des guerres de religion.